# Yakuza gaunga
Yakuza gaunga är en insektsart som beskrevs av Irena Dworakowska 2002. Yakuza gaunga ingår i släktet Yakuza och familjen dvärgstritar.
Artens utbredningsområde är Myanmar. Inga underarter finns listade i Catalogue of Life.